# Хидзиката, Тацуми
Тацуми Хидзиката (яп. 土方巽 хидзиката тацуми, 9 марта 1928 года — 21 января 1986 года) — японский хореограф и основатель танцевального жанра буто, ранее Анкоку-буто.

## Биография
Родился в округе Акита в северной Японии в многодетной семье, был десятым из одиннадцати детей. В 1952 году, после того как закончилась американская оккупация Японии, переехал в Токио.
В то время Тацуми изучал чечётку, джаз, фламенко, балет и немецкий экспрессивный танец (Нобутоси Цуда).
В 1959 году Тацуми создал свою первую постановку в стиле «анкоку-буто» — запрещённый цвет (яп. 禁色 киндзики), на основе романа Юкио Мисимы «Запретные цвета». В то время Хидзиката встретил троих будущих коллег: Юкио Мисиму, Эйко Хосоэ и Дональда Ричи.
Хидзиката был новатором техники движения.
В 1962 году Тацуми вместе с танцовщицей Акико Мотофудзи (яп. 元藤燁子) открыли студию танца Asbestos Hall в токийском квартале Мэгуро.

## Фильмы
- Летний шторм Хидзикаты Тацуми (яп. 土方巽 夏の嵐, Tatsumi Hijikata: Summer Storm), 2003. Режиссёр: Мисао Араи, хореограф: Тацуми Хидзиката
- «Восстание плоти» (1968, режиссёр Хироси Накамура)
- «Рассказ об оспе» (1972, режиссёр Кэйя Оутида)
- короткометражные танцевальные ленты: «Пупок и атомная бомба» (1960, ч/б), «Амма» (1963, ч/б), «Танец цвета розы» (1965, ч/б), «Проект Тохоку-Кабуки — IV» (1985).